# Passaggio (Berio)
Passaggio (Passage) är en scenisk mässa (Messa in scena) från 1963 med musik av Luciano Berio till text av Eduardo Sanguinetti.

## Bakgrundshistoria
Förebilderna för Berios huvudroll med det korta namnet "Hon" var dels den judiska journalisten Milena Jesenská, dels Rosa Luxemburg. Det speciella med detta sceniska verk och som hänvisar till vissa ställen i Bibeln, är kören som skall tala italienska, engelska, franska, tyska och latin. Som en del av folket skall den för publiken visa att passionsvägen beledsagas av det avtrubbade, andefattiga och empatilösa. Hos Berio handlar det här inte så mycket om att upphäva åtskillnaden mellan scenen och åskådarna, utan främst om en tolkning av operagenren i en tid där, enligt Berio med hänsyftning till Brecht, ett samtal om träd nästan är ett brott, eftersom det innebär ett förtigande av så många illdåd.
Verket uruppfördes 6 maj 1963 på Piccola Scala (en extrascen till La Scala) i Milano.

## Roller
- Hon (sopran)

## Handling
Situationer i en kvinnas liv: individuella och politiska lidelser, fångenskap, tortyr, karriär, förföljelse och prostitution. "Passagen" skall även tolkas bokstavligt. Kvinnan går långsamt från ena sidan av scenen till den andra, stoppar vid bestämda ställen (stationer) och sjunger texten.